# Francisco Gil Andrés
Francisco Gil Andrés fue un escultor valenciano del siglo XX.

## Biografía
Estudió en la escuela de artes San Carlos de Valencia y estableció su taller en la capital. Hasta el año 1948 trabajó junto con el escultor Francisco de Pablo Panach en el mismo taller hasta el fallecimiento de este. Trabajó la escultura, mayoritariamente religiosa, de hornacina y cuerpo completo, aunque realizó también varios conjuntos escultóricos para procesiones de Semana Santa.

## Obra
Obra religiosa
- Ecce Homo (Requena, 1952)
- La Verónica (Sagunto, 1959)

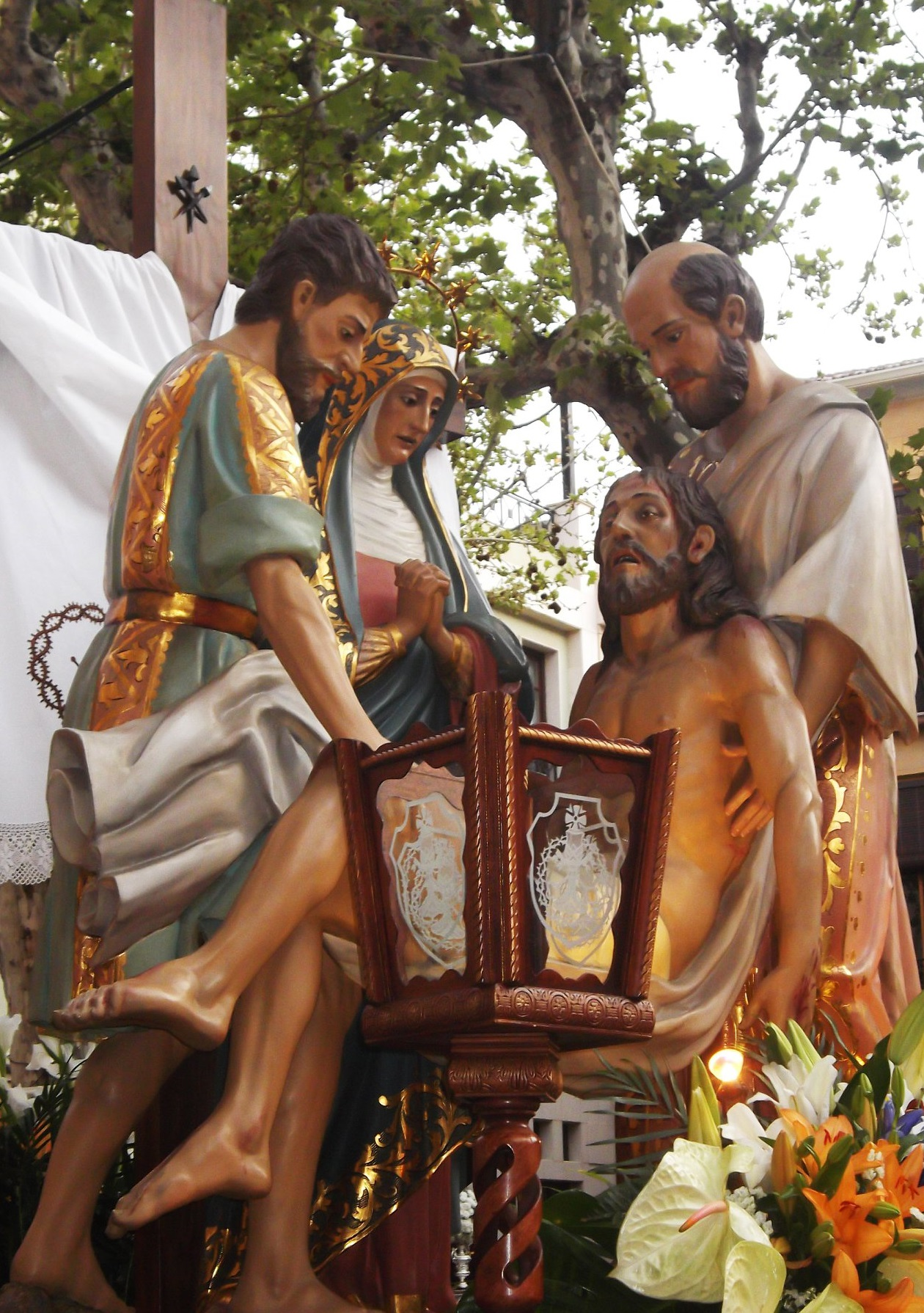
Santo Traslado del Cuerpo de Jesús al Sepulcro, Aspe (1972).

- Santo Traslado del Cuerpo de Jesús al Sepulcro (Aspe, 1972)
- San Pedro (Aspe, 1972)